# Kommissarie Dalgliesh
Kommissarie Dalgliesh (engelska: Dalgliesh) är en brittisk kriminal- och dramaserie för TV. Första säsongen (Nyinspelning. Originalet spelades in tiotals år sedan.) bestod av sex avsnitt och hade premiär den 1 november 2021. Seriens andra säsong, också den bestående av sex avsnitt hade premiär 27 april 2023. Serien har fått kontrakt på en tredje säsong. Serien är baserad på PD James böcker om Adam Dalgliesh. Den andra säsongen hade premiär på C More den 30 juli 2023.

## Handling
Serien kretsar kring poeten och polisen Adam Dalgliesh som löser mordfall på engelska landsbygden under 1970-talets mitt.

## Rollista (i urval)
- Bertie Carvel - Adam Dalgliesh
- Jeremy Irvine - Charles Masterson
- Carlyss Peer - Kate Miskin
- Alistair Brammer - Daniel Tarrant
- David Pearse -  Miles Kynaston
- Maeve Smyth - Theresa Nolan
- Natasha Little - Mary Taylor
- Carolina Main - Angela Foley